# Данилин, Александр Геннадьевич
Александр Геннадьевич Данилин (12 марта 1960 года) — журналист, психиатр, врач-нарколог. В 2003—2016 годах — ведущий популярной радиопрограммы «Серебряные нити» на «Радио России», посвящённой психологической тематике. Автор многих книг, статей и интервью в российских и зарубежных СМИ. Член Международной ассоциации психоаналитиков.

## Биография
В 1983 году окончил лечебный факультет Московского медицинского стоматологического института и городскую интернатуру по специальности «Психиатрия и наркология». C 1984 года работал в Наркологической клинической больнице № 17 (Москва), с 1987 — заведующий отделением, с 1998 — ведущий специалист больницы. Много лет занимался практической психотерапией в клиниках Москвы, преподавал в Московском государственном медицинском университете. Также вёл курс психотерапии на факультете валеологии Российского педагогического государственного университета, являлся ведущим программы «Общество против наркотиков» в Московском центре непрерывного образования взрослых.
Данилин — автор ряда научно-популярных книг, посвящённых наркологии, психиатрии и психотерапии. В частности, в журнале «Вопросы наркологии» отмечалось, что книги А. Г. Данилина и И. В. Данилиной «Марихуана», «Героин» и «Как спасти детей от наркотиков», изданные большим тиражом (10 000 экземпляров) и адресованные широкому кругу читателей (как самим потребителям наркотиков, так и их родителям, наркологам и всем читателям, интересующимся проблемой наркомании), отличаются от других российских изданий на сходную тему большим объёмом и наличием подробных практических рекомендаций.
С 2003 года по 11 августа 2016 года — автор и постоянный ведущий радиопрограммы «Серебряные нити» на «Радио России», позиционировавшейся как «передача о человеческой душе во всех её проявлениях». C 2004 года по мотивам передач радиопрограммы ведёт очные группы личностного роста в рамках «Клуба Серебряные нити».
На II Всероссийском семинаре-конкурсе телевизионных программ, телефильмов и телевизионных роликов социальной рекламы «Нет — наркотикам!» проводил психологические тренинги с представителями СМИ.
23 декабря 2010 года в интервью телеканалу РЕН ТВ выступил с резкой критикой администрации 17-й московской наркологической больницы из-за установки видеокамер наблюдения в приёмном покое.
В ноябре 2013 года реабилитационное отделение Данилина, заведующим которого он проработал 25 лет, было сокращено — по словам Данилина, из-за критики в адрес главного нарколога страны Е. А. Брюна.

## Список книг
- Данилин, А.Г. Кокаин, первитин и другие психостимуляторы: Советы врачей для подростков и их родителей. — Москва: ЗАО Изд-во Центрполиграф, 2000. — ISBN 5-227-00862-0.
- Данилин А.Г., Данилина И.В. Марихуана. Советы врачей для подростков и их родителей. — Москва: ЗАО Изд-во Центрполиграф, 2000. — ISBN 5-227-00573-7.
- Данилин, А.Г. LSD: галлюциногены, психоделия и феномен зависимости. — Москва: ЗАО Изд-во Центрполиграф, 2001. — ISBN 5-227-01464-7.
- Данилин А.Г., Данилина И.В. Как спасти детей от наркотиков. — Москва: ЗАО Изд-во Центрполиграф, 2001. — ISBN 5-227-00708-X.
- Данилин А.Г., Данилина И.В. Героин. Советы врачей для подростков и их родителей. — Москва: ЗАО Изд-во Центрполиграф, 2001. — ISBN 5-227-00572-9.
- Данилин, А.Г. Homo servus: человек зависимый. — Москва: Зебра, 2009. — ISBN 978-5-94663-895-1.
- Данилин, А.Г. Прорыв в гениальность. — Москва: Вершина, 2008. — ISBN 978-5-9626-0439-8.
- Данилин, А.Г. Поиск видения. — Москва: АСТ, Зебра Е, 2010. — ISBN 978-5-94663-974-3.
- Данилин, А.Г. Поиск видения-2. Языческая встреча. — Москва: АСТ, Зебра Е, 2010. — ISBN 978-5-94663-975-0.
- Данилин, А.Г. Таблетка от смерти. — Москва: Исолог, 2010. — ISBN 978-5-89516-212-5.
- Данилин, А.Г. Ключи к смыслу жизни. — Москва: Исолог, 2010. — ISBN 978-5-9902121-3-8.
- Данилин, А.Г. INFERNO: Испытания души. — Москва: Исолог, 2011. — ISBN 978-5-9902121-1-4.
- Данилин, А.Г. PURGATORIO. Чистилище: Познание души. — Москва: Исолог, 2011. — ISBN 978-5-99021221-6-9.
- Данилин, А.Г. Ключи к смыслу жизни. — Москва: Исолог, 2011. — ISBN 978-5-9902121-6-9.
- Данилин, А.Г. Вопросы психотерапевту. Отвечает доктор Александр Данилин + CD. — Москва: Исолог, 2012. — ISBN 978-5-905670-02-2.
- Данилин, А.Г. Новые вопросы психотерапевту. Отвечает доктор Александр Данилин + DVD. — Москва: Исолог, 2013. — ISBN 978-5-905670-04-6.
- Данилин, А.Г. Воспитание Пиноккио, или Уроки самостоятельного мышления + DVD. — Москва: Исолог, 2014. — ISBN 978-5-905670-06-0.
- Данилин, А.Г. Пять шагов к преодолению депрессии. — Москва: Исолог, 2018.
- Данилин, А.Г. Миф о шизофрении. — Москва: Исолог, 2020. — ISBN 978-5-905670-14-5.